# Rainbow Arts
Rainbow Arts Software GmbH fue una distribuidora de videojuegos alemana con sede en Gütersloh. La empresa fue fundada en 1984 por Marc Ullrich y Thomas Meiertoberens y adquirida por Rushware en 1986. En 1999, Funsoft Holding, que adquirió Rushware y su compañía hermana Softgold en 1992, vendió Rushware a THQ, que se incorporó a THQ Deutschland, la rama de operaciones alemana de THQ.
En enero de 2022, Ziggurat Interactive adquirió más de 80 títulos de Rainbow Arts.

## Videojuegos
- 3001 O'Connor's Fight
- Apprentice
- The Baby of Can Guru
- Bad Cat
- Black Gold
- Der Blaue Kristall
- Blockout (Amiga, Atari ST, MS-DOS)
- Bozuma
- Circus Attractions
- Claim to Power
- Conqueror
- The Curse of RA
- Day of the Pharaoh
- Danger Freak
- Denaris
- Down at the Trolls
- Earthworm Jim (MS-DOS)
- Earthworm Jim 2 (MS-DOS)
- East vs. West: Berlin 1948
- Future Tank
- Flies: Attack on Earth
- Garrison
- Garrison II: The Legend Continues
- Graffiti Man
- Grand Monster Slam
- The Great Giana Sisters
- Hard'n'Heavy
- Hurra Deutschland
- Imperium Romanum
- In 80 Days Around the World
- Jinks
- Katakis
- Khalaan
- Legend of Faerghail
- Logical
- Lollypop
- Mr. Pingo
- Money Molch
- M.U.D.S. – Mean Ugly Dirty Sport
- Mad TV
- Madness
- Masterblazer
- Mystery of the Mummy
- Nibbler (Amstrad CPC)
- Oxxonian
- Galactic Attack (Windows)
- Realm of the Trolls
- Rock'n Roll
- R-Type (Commodore 64)
- Rendering Ranger: R2
- Sarcophaser
- Shufflepuck Café (Amiga, MS-DOS)
- Sky Fighter
- Soldier
- Spaceball
- Spherical
- St. Thomas
- Starball
- StarTrash
- Street Cat
- Sunny Shine on the Funny Side of Life
- Thunder Boy
- To Be on Top
- Turrican
- Turrican II: The Final Fight
- Turrican 3: Payment Day
- Time
- Vision: The 5 Dimension Utopia
- Volleyball Simulator
- Warriors
- X-Out
- Z-Out